# Комаровка (Карсунський район)
Комаровка (рос. Комаровка) — село в Карсунському районі Ульяновської області Російської Федерації.
Населення становить 117 осіб. Входить до складу муніципального утворення Большепоселковське сільське поселення.

## Історія
Від 2004 року входить до складу муніципального утворення Большепоселковське сільське поселення.

## Населення
| 2010 |
| ---- |
| 117  |